# Allyn-Grapeview
Allyn-Grapeview è un ex Census-designated place degli Stati Uniti d'America, nella contea di Mason, nello Stato di Washington.
In occasione del censimento 2010 è stato separato nei CDP di Allyn e Grapeview, la popolazione complessiva dei due nuovi CDP era pari a 2 917 abitanti.